# Provincie Ijo

Mapa japonských provincií se zvýrazněnou provincií Ijo

Provincie Ijo (japonsky: 伊予国; Ijo no kuni) byla stará japonská provincie rozkládající se na místě dnešní prefektury Ehime na ostrově Šikoku. Ijo sousedila s provinciemi Awa, Sanuki a Tosa.
Hlavní město provincie se nacházelo poblíž dnešního města Imabari. Během období Sengoku bylo Ijo rozděleno na několik lén (han), z nichž největší bylo obvykle ovládáno z hradu Macujama. Nakrátko Ijo sjednotil klan Čósokabe ze sousední provincie Tosa, ale poté se na Šikoku v roce 1584 vylodil Hidejoši Tojotomi a jednotlivá léna přerozdělil. Během období Edo byla provincie součástí léna Uwadžima, které ovládal od roku 1615 až do roku 1871 klan Date.